# Huscompagniet
HusCompagniet är en dansk tillverkare av småhus i sten. Under de senaste åren har HusCompagniet expanderat sin verksamhet på den svenska och tyska marknaden. 
HusCompagniet A/S ägs av förvaltningsbolaget HC TopCo A/S. 

## Historia
HusCompagniet grundades 1972 och har sedan dess tillverkat mer än 17 000 hus. Större delen av deras verksamhet är lokaliserad i Danmark, med 10 kontor runt om i landet. Sedan år 2010 har HusCompagniet varit aktiva på den svenska marknaden, med kontor i Malmö och Göteborg. År 2012 gick HusCompagniet in på den tyska marknaden och har idag kontor i Handewitt och Neumünster.

## Husmodeller
HusCompagniet bygger stenhus i 1-plans-, 1,5-plans- och 2-planshus samt sommarhus, garage och carportar.  HusCompagniets husmodeller är allt från raka hus, vinkelhus, H-hus, förskjutna hus till knäckhus. Arkitekturen sträcker sig från klassisk till modern stil – från det minimalistiska och funktionella till det romantiska palatset.